# Tramlijn 11 (Amsterdam)
 Tramlijn 11 was een tramlijn in Amsterdam die voor de opheffing reed op de route Centraal Station – Leidseplein – Surinameplein.

## Geschiedenis

### 1904-1944

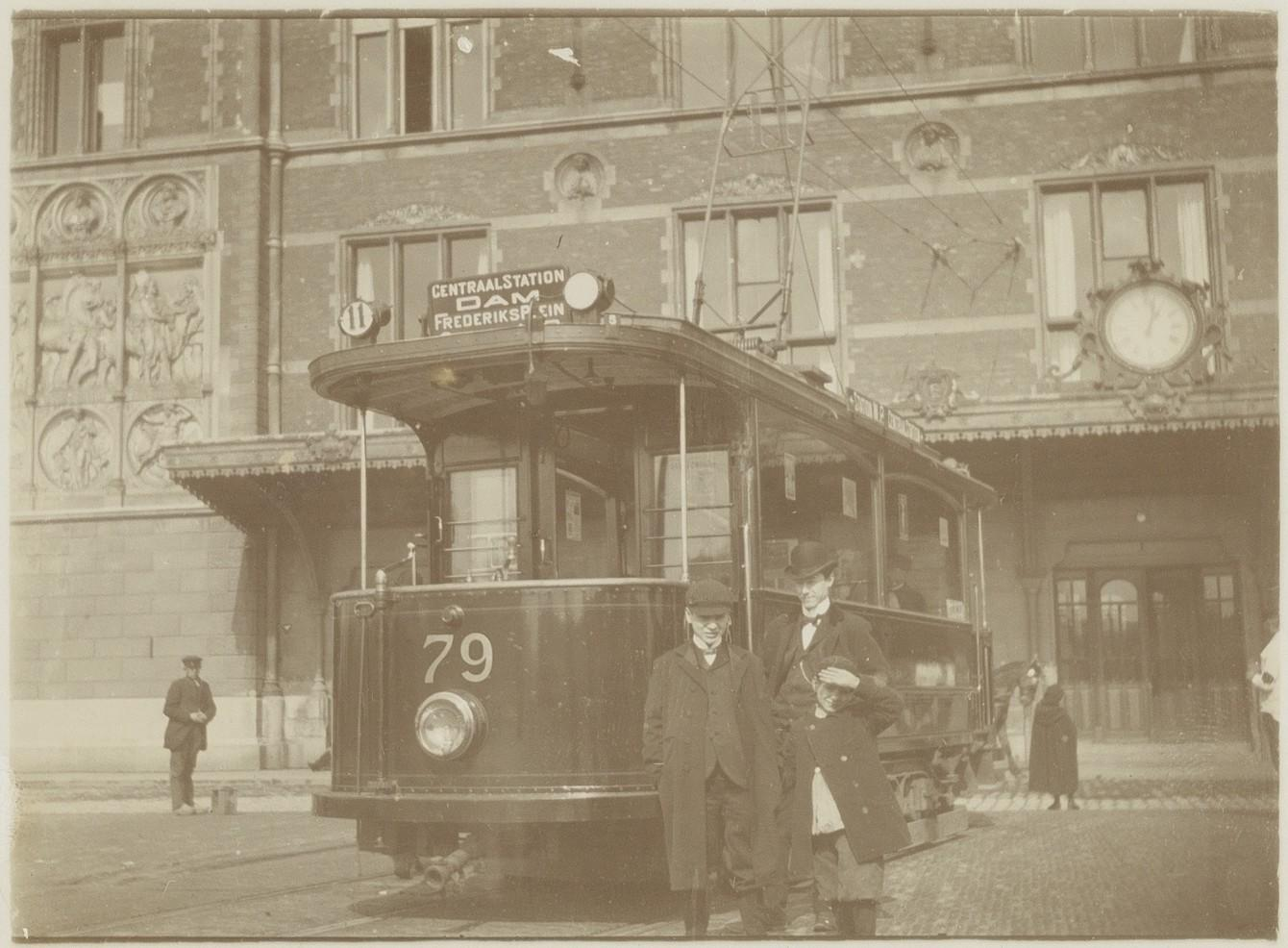
Een elektrische tram van lijn 11 (motorwagen 79) vóór de hoofdingang van het Centraal Station aan het Stationsplein; circa 1905.

De eerste tramlijn 11 werd ingesteld op 12 maart 1904 en had toen de route: Centraal Station – Damrak – Dam – Rokin – Muntplein – Rembrandtplein – Utrechtsestraat – Frederiksplein – Sarphatistraat – Weesperplein – Weesperpoortstation.
De Utrechtsestraat is te smal voor twee sporen naast elkaar. In het oorspronkelijke elektrificatieplan was éénrichtingsverkeer voorzien stadinwaarts waarbij staduitwaarts over de te dempen Reguliersgracht zou worden gereden.Plannen om de Reguliersgracht te dempen konden dankzij felle protesten worden verijdeld. Daardoor kreeg Utrechtsestraat enkelspoor met op de bruggen haltes met dubbelspoor zodat de trams van tegengestelde richting elkaar daar kunnen passeren. 
In 1906 werd lijn 11 verlengd via Andreas Bonnstraat – Oosterpark – Linnaeusstraat – Eerste Van Swindenstraat – Muiderpoortstation.
In 1940 kwam de route vanaf het Oosterpark via de Wijttenbachstraat en het nieuwe Muiderpoortstation naar de Insulindeweg in gebruik. In 1944 werd lijn 11 opgeheven, maar in de jaren 1945-1948 werd een deel van de route bereden door lijn 26.

### 1948-1955

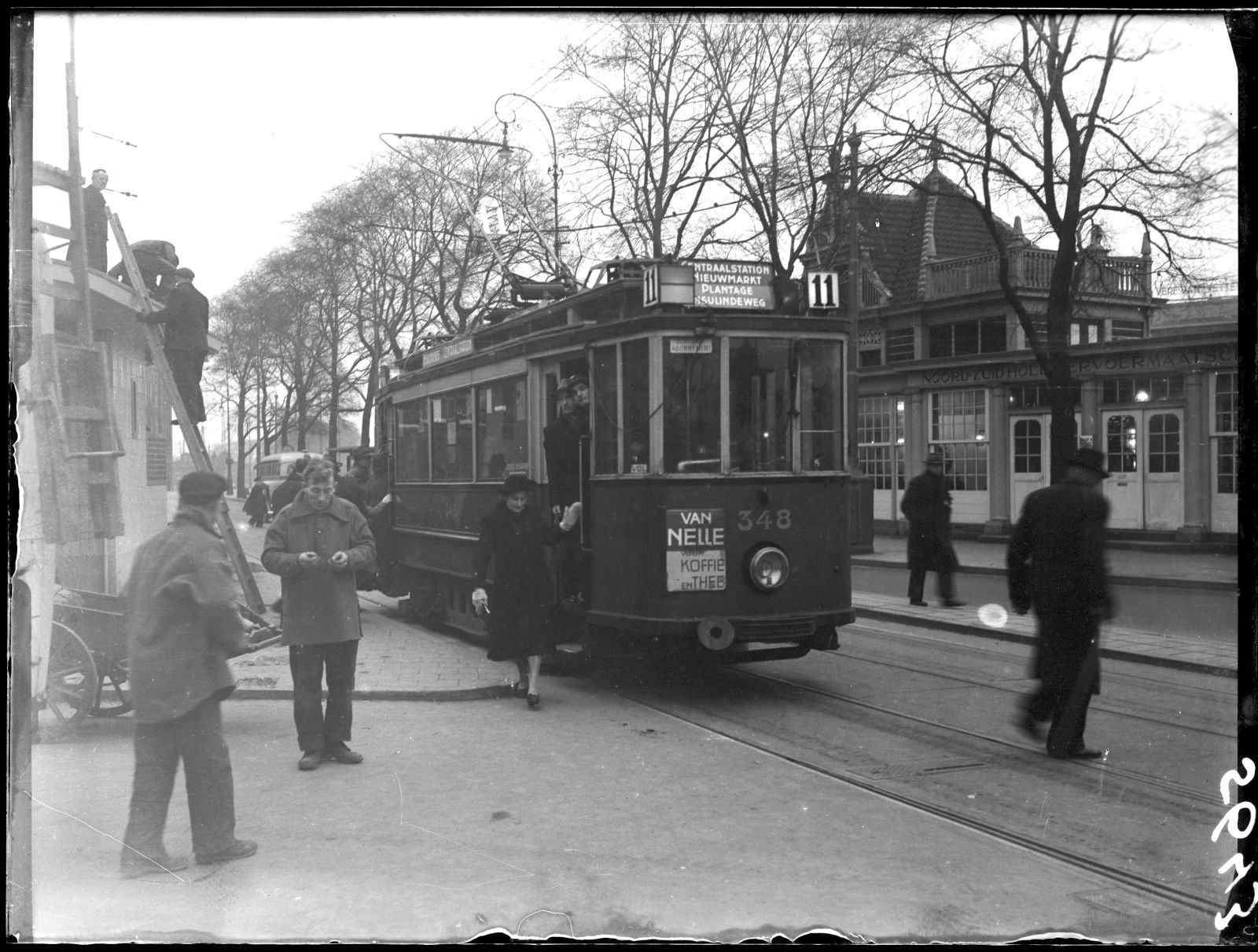
De nieuwe tramlijn 11 op het Stationsplein op de eerste dag; 20 december 1948.

Op 20 december 1948, 3,5 jaar na het hervatten van de tramdiensten na het einde van de oorlog, werd lijn 11 als laatste tramlijn weer in dienst gesteld. De route werd nu: Centraal Station – Geldersekade – Nieuwmarkt – Sint Anthoniesbreestraat – Jodenbreestraat / Waterlooplein – Muiderstraat – Plantage Middenlaan – Alexanderplein – Mauritskade – Oosterpark – Wijttenbachstraat – Insulindeweg. De lijn nam hierbij een groot deel van de route van tramlijn 26 over die per 20 december 1948 werd opgeheven. Het traject door de Utrechtsestraat, Rokin en Damrak was overgenomen door lijn 4.
Na ruim zes jaar was het weer afgelopen. Op 26 mei 1955 werd lijn 11 vervangen door buslijn 11, die in 1975 werd gecombineerd met buslijn 12 (ook een voormalige tramlijn) tot de nu nog bestaande buslijn 22.
De nog vrij nieuwe route via de Insulindeweg werd opgebroken. 25 jaar later werd deze herlegd als onderdeel van de nieuwe trambaan naar het Flevopark, die van 1980 tot 1989 werd bereden door tramlijn 3 en tot 1986 door tramlijn 10, vanaf 1986 door tramlijn 14 en sinds 2004 ook door tramlijn 7. Sinds 2018 is lijn 7 hier (weer) vervangen door lijn 3.

### 1991-2013

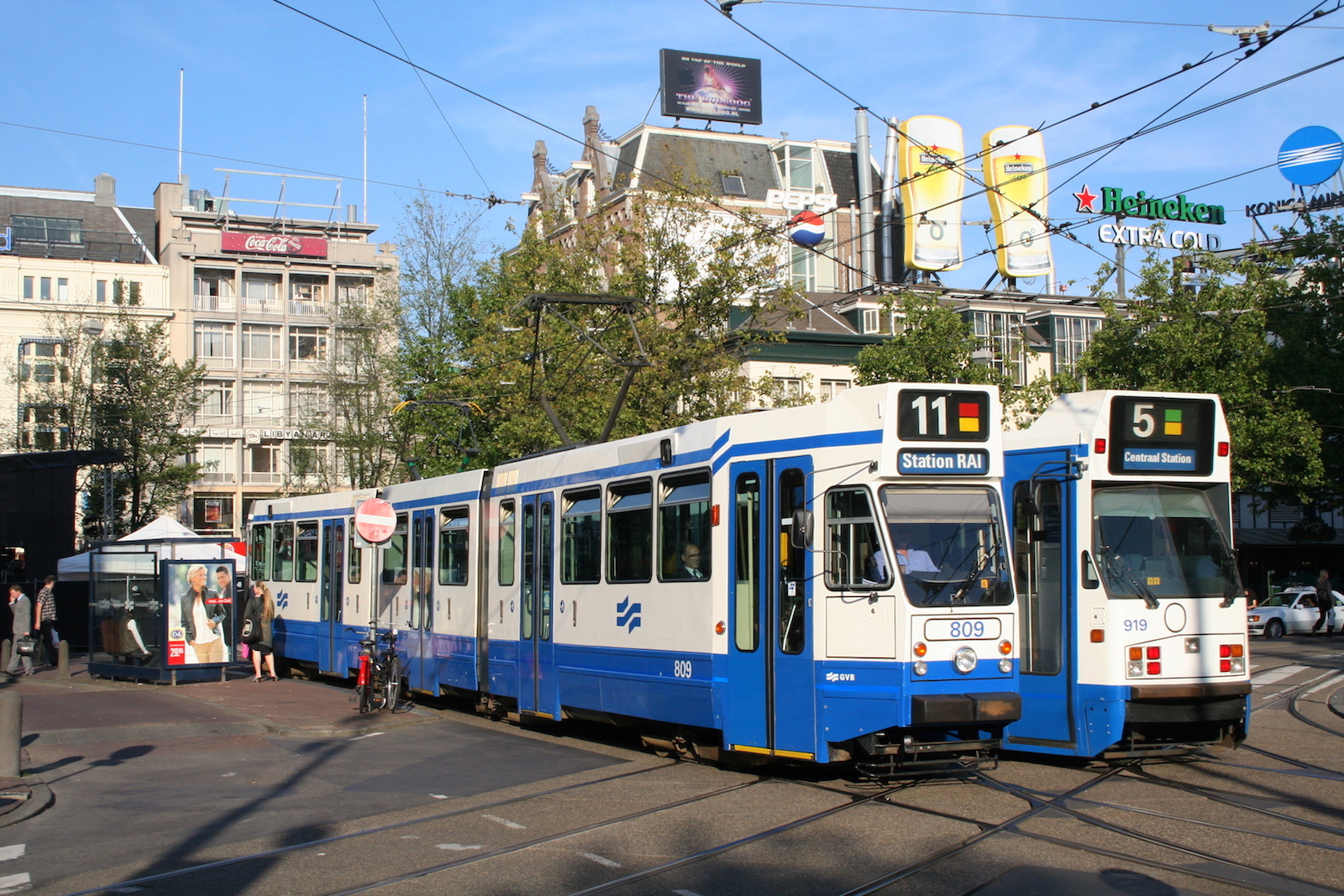
De tramlijnen 11 en 5 op het Leidseplein; 10 september 2006.

Het lijnnummer 11 en de bijbehorende lijnkleuren zijn sinds 1991 gebruikt voor enkele verbindingen die niet tot het kernnet behoren.
- In de zomer van 1991 reed ten behoeve van de Gymnaestrada een speciale lijn 11 tussen het Sloterparkbad en de RAI.
- Tussen september 1993 en mei 1996 bestond een versterkingslijn 11 op het gedeelte Surinameplein – Centraal Station van lijn 1, omdat de frequentie op die lijn was verlaagd, behalve op zaterdag. Lijn 11 reed op maandag t/m vrijdag en zondag. In de zomer van 1995 reed de lijn in het geheel niet en in de winterdienst 1995-'96 alleen op maandag t/m vrijdag in de middaguren. Met ingang van de zomerdienst 1996 verdween lijn 11 omdat de frequentie van lijn 1 weer werd verhoogd.
- Daarna werd het lijnnummer 11 tot 2013[2] af en toe gebruikt bij congressen in de RAI voor 'hoteltrams' op de route Station RAI – Europaplein – Victorieplein – Ceintuurbaan – Museumplein – Leidseplein – Centraal Station. Het ging hierbij niet om besloten vervoer, maar om regulier openbaar vervoer waarvan de exploitatietijden door het GVB werden aangekondigd.

### 2018-2020
Op 22 juli 2018, de dag dat de exploitatie op de Noord/Zuidlijn startte, werd een nieuwe lijn 11 ingesteld. Deze nam het traject van het Centraal Station tot Surinameplein over van lijn 1, die voortaan naar het Muiderpoortstation rijdt. De route was gelijk aan de lijn 11 die reed tussen 1993 en 1996. De lijn had ook een beperkte exploitatie (alleen middag en vroege avond) en was exploitatief gekoppeld aan lijn 2.
Met ingang van 17 maart 2020 werd lijn 11 als gevolg van de sterk teruggelopen reizigersaantallen tijdens de coronacrisis eerst tijdelijk, later definitief, opgeheven. Met ingang van de nieuwe dienstregeling per 23 augustus 2020 kregen de parallel rijdende lijnen 2 en 12 ter vervanging een hogere frequentie.